# Turn It On Again
Turn It On Again è un singolo del gruppo inglese Genesis, tratto dal loro album Duke del 1980.

## Descrizione
Il testo parla di un uomo ossessionato dalla televisione e dalle persone che vede sullo schermo, tanto da credere che questi divi televisivi siano suoi amici.
La canzone è caratterizzata da una struttura ritmica insolitamente complessa per la musica pop rock, con la strofa e il ritornello in sezioni alternate in 6/8 e 7/8 (13/8), mentre l'intro e i bridge sono in 4/4 e 5/4 (9/4). Mike Rutherford, autore della musica di strofa e ritornello, non si era accorto di aver composto una sezione in 13/8 fino a che non glielo fece notare Phil Collins .
Turn It On Again è stato suonato in tutti i Tour dei Genesis successivi alla sua pubblicazione. Nel tour dell'album Genesis e in quello successivo in coda al brano viene eseguito un lungo medley di canzoni di altri artisti tra le quali (I Can't Get No) Satisfaction, Twist and Shout e You Really Got Me. Fu eseguito anche nel concerto Six of the Best tenutosi a Milton Keynes nel 1982, in quell'occasione con Peter Gabriel insolitamente impegnato alla batteria al fianco di Chester Thompson. Il Turn It on Again: The Tour del 2007 prese il nome da questo brano. Registrazioni dal vivo si trovano negli album Three Sides Live e Live Over Europe 2007. 

## Formazione
• Phil Collins – batteria, percussioni, voce
• Tony Banks – tastiere, cori
• Mike Rutherford – chitarre, basso a pedale

## Classifiche
| Classifica (1980) | Posizione massima |
| ----------------- | ----------------- |
| Canada            | 49                |
| Francia           | 32                |
| Germania          | 66                |
| Irlanda           | 12                |
| Italia            | 8                 |
| Regno Unito       | 8                 |
| Stati Uniti       | 58                |

## Uso nei media
Il brano è stato utilizzato come colonna sonora di uno spot pubblicitario della General Motors ed è presente anche nel videogioco Grand Theft Auto: Vice City Stories.

## Cover
I Dream Theater hanno eseguito il brano nel Big Medley dell'album A Change of Seasons (1995).